# Вескотт, Гленуэй
Гленуэй Гордон Вескотт (англ. Glenway Gordon Wescott; 11 апреля 1901 — 22 февраля 1987) — американский прозаик, поэт, литературный критик, лектор и общественный деятель, президент Национального института Искусств и литературы США.

## Биография
Вескотт родился в семье фермера в Кеваскум, штат Висконсин в 1901 году. Он был старший из шести детей. В семье были четыре сестры — Бьюла, Марджори, Катрин, Элизабет и брат Ллойд, который был самым младшим. Гленвей любил и ценил природу, ему нравилась сельская жизнь, но совсем не работа фермера. Еще подростком он отправился учиться в соседний городок и потом, по мере взросления, отдалялся все дальше от дома. Он учился в Чикагском университете, где был членом литературного кружка.
В юности в возрасте 19 лет Вескотт встретил Монро Уилера (Monroe Wheeler), в союзе с которым провел большую часть жизни. Гомосексуальные наклонности у него носили врожденный характер, и это наложило отпечаток на всю его биографию.
Хотя он дебютировал поэтическим сборником "Горькие строки («The Bitters») в 1920 году, но стал наиболее известен своими рассказами и романами, в частности «Глаз Яблока» («The Apple of the Eye», 1924), «Бабушки» («The Grandmothers», 1927), последний получил премию Harper Novel Prize, и «Странствующий Сокол» ('The Pilgrim Hawk,' 1940).
Обретенная финансовая самостоятельность позволила ему осуществить свою давнюю мечту и надолго уехать в Европу, в двадцатые годы притягательную для столь многих американцев. Вескотт жил в Германии (1921-22) и во Франции (1925-33), где он общался со многими другими представителями американской диаспоры. Во Франции он быстро познакомился с Жаном Кокто и вошел в круг его приятелей, где были Айседора Дункан, Ребекка Уэст, Элли Ней, Анаис Нин, Жан Маре. На протяжении почти восьми лет жизни во Франции более всего он общался с теми, кто придерживался такой же ориентации: Ивлин Во, Торнтон Уайлдер, Гертруда Стайн, Сомерсет Моэм, Теннесси Уильямс. В конце двадцатых годов Вескотт стал ведущей литературной фигурой в среде живущих в Европе американцев и литературным соперником начинающего Эрнеста Хемингуэя. Он послужил прототипом персонажа Роберта Прентисса в романе Хемингуэя Фиеста. После встречи с Прентиссом рассказчик Хемингуэя, Джейк Барнс, признается: «Я просто подумал, что меня сейчас стошнит» В книге Автобиография Элис Б.Токлас (1933) Гертруда Стайн написала о нем: «Был еще Гленуэй Вескотт, но Гленуэй Вескотт ни разу не заинтересовал Гертруду Стайн. У него есть некий сироп, но он не льется».
Вескотт и Уилер в 1933 году вернулись в США и снимали квартиру на Манхеттене у фотографа Джорджа Платт Лайнса, с которым они познакомились во Франции в 1926 году. Когда брат Вескотта Ллойд переехал на молочную ферму в Нью Джерси, в 1936 году, Вескотт вместе с Уилером и Лайнсом заняли один из домов фермеров и назвали его Stone-Blossom (Цветущие Камни).
Наибольшую известность Вескотту как прозаику принесла его новелла «Странствующий Сокол: История любви» (Pilgrim Hawk. A Love Story, 1940) которая была исключительно высоко оценена критиками и неоднократно включалась в сборник лучших новелл XIX—XX вв.
В 1945 году вышла его последняя крупная вещь — роман «Квартира в Афинах» («Apartment in Athens»), повествующий о греческой паре в оккупированных нацистами Афинах, вынужденной делить жилье с немецким офицером. Книга также, пользовалась успехом, впоследствии она была экранизирована. Однако, с тех пор он перестал писать художественную литературу, хотя публиковал эссе и редактировал чужие произведения. В своем эссе о «Странствующем Соколе» Ингрид Нортон пишет: «После „Квартиры в Афинах“ Вескотт прожил до 1987 года, не написав больше ни одного романа: дневники (опубликованные посмертно под названием „Непрерывные уроки“) и случайные статьи — да, но больше никакой художественной литературы. Автор, который родился на Среднем Западе, похоже, попал в „золотые наручники“ эмигрантского декаданса: поддерживаемый [богатой] наследницей, на которой женился его брат, он был окружен образованными друзьями, предавался светской выпивке и занимался написанием писем.».
Вместе с тем, общественная деятельность Вескотта была весьма интенсивна и разнообразна. Помимо выступления с многочисленными лекциями, он активно помогал грантами многим писателям, занимался защитой авторских прав и боролся с цензурными ограничениями будучи членом Гильдии авторов, ПЕН центра и американской комиссии ЮНЕСКО. В 1947 году он был избран президентом Национального института Искусств и литературы США (позднее — Американская Академия искусства и литературы).
В 1959 году, когда его брат Ллойд приобрел ферму недалеко от деревни Розмонт в Нью-Джерси, Вескотт переехал в двухэтажный каменный дом на участке, названном Хеймедоуз (Haymedows).
В 1987 году Вескотт умер от инсульта в своем доме в Розмонте и был похоронен на небольшом фермерском кладбище, спрятанном за каменной стеной и деревьями в Хеймедоуз. Монро Уилер был похоронен рядом с ним после его смерти год спустя..

## Книги
- The Bitterns («Горькие строки»), 1920, сборник стихотворений;
- The Eye of the Apple (Глаз Яблока) , 1924, сборник рассказов;
- Natives of Rock (Родные скалы), 1925, стихотворения;
- Like a Lover (Как любовник), 1926, рассказы;
- The Grandmothers (Бабушки), 1927, роман (в Англии опубликован под названием A Family Portrait — Фамильный портрет);
- Goodbye, Wisconsin (Прощай, Висконсин), 1928, рассказы;
- The Babe’s Bed (Кроватка), 1930, рассказ [Опубликован как отдельный сборник];
- Fear and Trembling (Страх и трепет), 1932, сборник эссе;
- A Calendar of Saints for Unbelievers (Календарь святых для неверующих), 1932, публицистика;
- Pilgrim Hawk (Странствующий Сокол), 1940, новелла; рус. пер. журн. Иностранная литература №4, 2023.
- Apartments in Athens (Квартира в Афинах), 1945, роман;
- Images of the Truth (Образы истины), 1962, эссе;
- Continuous Lessons (Непрерывные уроки. Дневники), 1937-55 (посмертно, 1991);
- A Visit to Priapus (Визит к Приапу), посмертно, 2013, рассказы[7].